# Elezioni parlamentari in Islanda del 1991
Le elezioni parlamentari in Islanda del 1991 si tennero il 20 aprile per il rinnovo di entrambe le camere dell'Althing. In seguito all'esito elettorale, Davíð Oddsson, espressione del Partito dell'Indipendenza, divenne Primo ministro.

## Risultati
| Liste                               | Voti    | %     | Seggi        | Seggi       |
| Liste                               | Voti    | %     | Camera bassa | Camera alta |
| ----------------------------------- | ------- | ----- | ------------ | ----------- |
| Partito dell'Indipendenza           | 60.836  | 38,56 | 17           | 9           |
| Partito Progressista                | 29.866  | 18,93 | 9            | 4           |
| Partito Socialdemocratico           | 24.459  | 15,50 | 7            | 3           |
| Alleanza Popolare                   | 22.706  | 14,39 | 6            | 3           |
| Lista delle Donne                   | 13.069  | 8,28  | 3            | 2           |
| Partito Popolare - Partito Umanista | 2.871   | 1,82  | -            | -           |
| Liberali                            | 1.927   | 1,22  | -            | -           |
| Altri                               | 2.035   | 1,29  | -            | -           |
| Totale                              | 157.769 |       | 42           | 21          |